# Observatorio del Harvard College

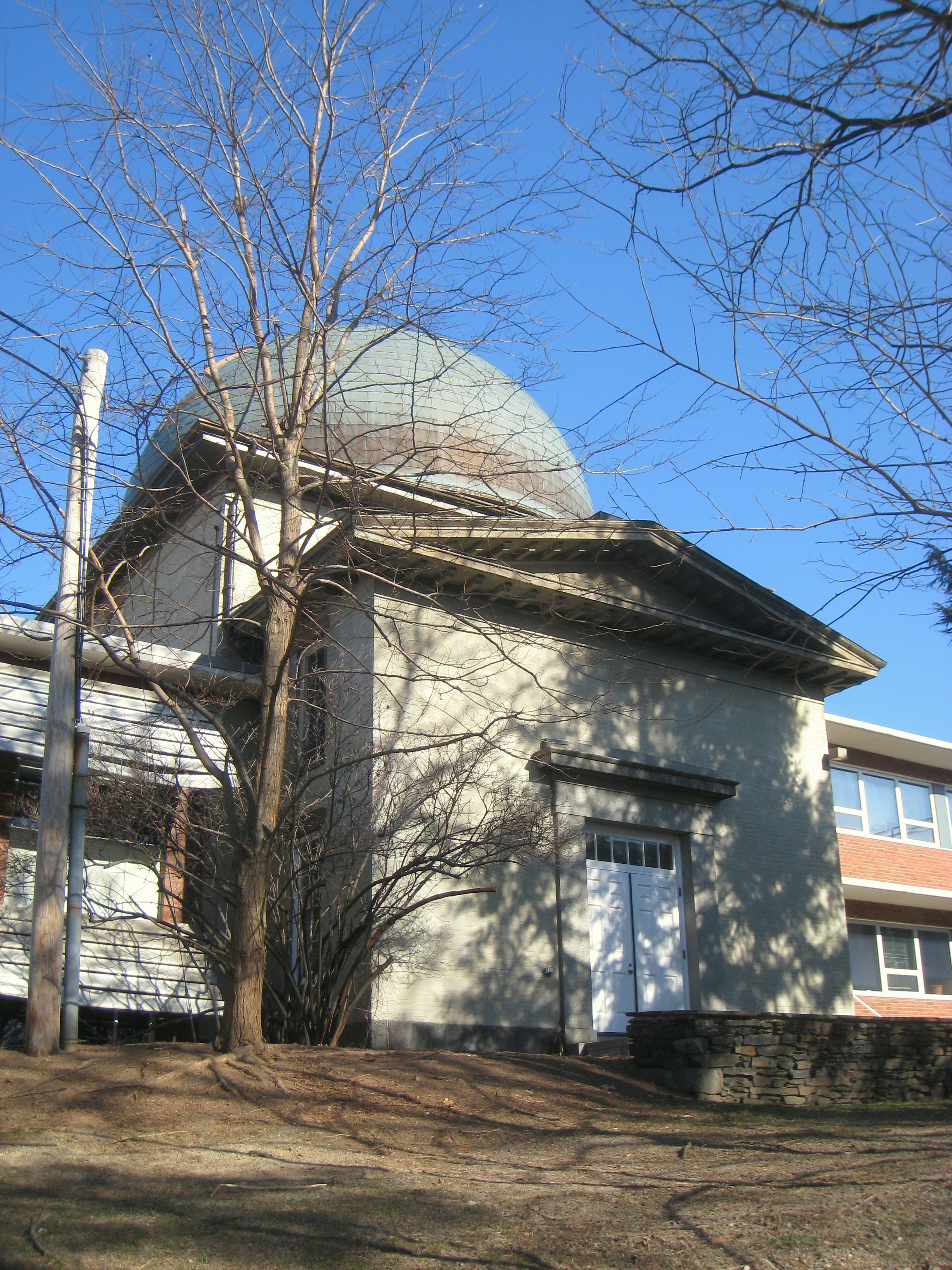
Torre Sears del observatorio

El Observatorio del Harvard College (en inglés: Harvard College Observatory), o también conocido por su acrónimo en inglés, HCO, es una institución que gestiona una serie de edificios, instuciones de menor importancia e instrumentos diversos utilizados para distintas investigaciones astronómicas; pertenece al Departamento de Astronomía de la Universidad Harvard y está ubicado en la ciudad de Cambridge, Massachusetts, Estados Unidos. Fue fundado en el año 1839. Actualmente, junto con el Smithsonian Astrophysical Observatory (S.A.O.) forma parte del Harvard-Smithsonian Center for Astrophysics.

## Instrumental
Dispone de un refractor acromático de 38 cm de abertura que fue, durante 20 años (1847-1867), el mayor de los Estados Unidos; fue fabricado en Europa por la compañía alemana "Merz y Mahler", de Múnich (Alemania), afamados ópticos constructores de otros importantes telescopios.

## Historia
Su primer director (sin salario) fue el relojero y astrónomo aficionado William Cranch Bond (1789-1859), quien tras su muerte sería sucedido por su hijo George Phillips Bond (1825-1865).
En estas instalaciones, entre los años 1847 y 1852 se llevaron a cabo los primeros trabajos astrofotográficos estadounidenses, concretamente la fotografía de la Luna y más tarde de la estrella Vega. Durante una veinta de años se dedicó a la observación visual de los planetas y estrellas hasta que en 1877, con el nombramiento del cuarto director Edward Charles Pickering, se abandonó este tipo de actividades para dedicarse por entero a la fotografía estelar. Su hermano menor William Henry Pickering también efectuó numerosas observaciones, trabajos y estudios en sus instalaciones, estableciendo (en 1900) un observatorio provisional en Mandeville (Jamaica) para efectuar observaciones del planeta Marte.
En 1865, el escritor francés Jules Vernes mencionó este sitio como el Observatorio de Cambridge (que no debe confundirse con el observatorio británico homónimo) en su novela De la Tierra a la Luna.
En la actualidad, con instrumentos más avanzados, se dedica al estudio del medio interestelar, estrellas y objetos compactos, astronomía extragaláctica y física estelar.